# Ехали два шофёра
«Ехали два шофёра» — российский кинофильм, вышедший в 2001 году, первый полнометражный фильм режиссёра Александра Котта, спродюсированный Сергеем Сельяновым.
Дебютная роль в кино Павла Деревянко
Снят в кинотрадиции ленинградских фильмов начала 1980-х годов о послевоенном времени. Отмечается тщательное воспроизведение реквизитов конца 1940-х годов и одновременно поверхностность в отражении внутреннего содержания действительности того времени. В целом фильм сфокусирован на частной жизни и межличностных отношениях, и такая простая фабула необычна для фильмов 2000-х годов о сталинской эпохе.

## Сюжет
В основе сюжета — песня 1930-х годов алтайского поэта Михаила Михеева об Алтае и Чуйском тракте. Действие фильма происходит в послевоенное время на дорогах Урала, где встречаются два водителя грузовиков — Николай Снегирёв (Павел Деревянко) на «ГАЗ-АА» и рыжая девушка Раиса (Ирина Рахманова) на «Форде», полученном по ленд-лизу. Николай пытается завоевать расположение Раисы, однако у неё есть жених — лётчик гражданской авиации Константин (Валерий Иваков), летающий на почтовом самолёте По-2. Раиса ставит перед Николаем условие — догнать её «Форд» на своём ГАЗ-АА. В финале фильма Николай догоняет Раису и их машины, символично, едут по грунтовой дороге рядом друг с другом.

## В ролях
| Актёр                | Роль                                          |
| -------------------- | --------------------------------------------- |
| Павел Деревянко      | Николай Снегирёв, водитель грузовика «ГАЗ-АА» |
| Ирина Рахманова      | Раиса, водитель грузовика «Форд»              |
| Валерий Иваков       | Константин, пилот самолёта По-2               |
| Владимир Романовский | Борис Фёдорович, начальник аэродрома          |
| Юлия Бутакова        | Валентина, повариха в столовой аэродрома      |
| Валерий Величко      | Фёдор, механик на аэродроме                   |
| Надежда Озерова      | певица на «культурном вечере»                 |
| Сергей Ярмолюк       | Юра, гимнаст                                  |
| Софья Тиунова        | бабка возле шлагбаума                         |
| Евгений Гусев        | мальчик на аэродроме                          |
| Елизавета Тетерина   | девочка на аэродроме                          |
| Виктор Соловьёв      | отставной солдат                              |
| Елена Посоюзных      | Вера, буфетчица в пивной                      |
| Людмила Николаева    | Клавдия Тимофеевна, тётка Раисы               |
| Вячеслав Кириличев   | аккомпаниатор на «культурном вечере»          |
| Вероника Белковская  | продавщица                                    |
| Лев Шубин            | гармонист                                     |
| Светлана Коробова    | девушка на аэродроме                          |
| Юрий Саранцев        | мужчина на аэродроме                          |
| Марина Гапченко      | женщина на аэродроме                          |

## Съёмочная группа
- Режиссёр: Александр Котт
- Авторы сценария: Юрий Коротков, Фёдор Летуновский, Марина Дроздова, Александр Кисилёв
- Оператор: Пётр Духовской
- Композитор: Геннадий Трофимов
- Художник: Эдуард Галкин
- Продюсер: Сергей Сельянов

## Критика
В своей книге о репрезентации сталинской эпохи в постсоветском кино Александр Якобидзе-Гитман охарактеризовал "Ехали два шофёра" как "кристально чистый пример ностальгического кино без какой-либо попытки интерпретировать историческое прошлое или задать ему вопросы. Фильм внушает зрителю и создает впечатление, «как хорошо жилось при дедушке Сталине»; по сути, самая не просталинская картина периода 1990-х — начала 2000-х. А. Котт, очевидно, полагал, что отсутствие портретов и упоминаний вождя поможет ему избежать обвинений в апологетике сталинизма".
Если же оценивать фильм взглядом человека, демонстрирующего открытую или испытывающего скрытую симпатию к сталинизму, без так называемых "кровавых очков, в которых везде видны только тоталитарные ужасы нашего прошлого", то критика картины рассматривается как безосновательная и высосанная из пальца.